# Nikolaï Chtchelokov
Nikolaï Anissimovitch Chtchelokov (en russe : Никола́й Ани́симович Щёлоков), né le 26 novembre 1910 dans le gouvernement de Iekaterinoslav, dans Empire russe, et mort le 13 décembre 1984 à Moscou, en Union soviétique, est un homme politique soviétique, ministre de l'Ordre public de 1966 à 1968, ministre des Affaires intérieures de l'URSS de 1968 à 1982, général de l'armée d'URSS. Membre du parti communiste depuis 1931, membre du Comité central du PCUS depuis 1968.
Fils d'ouvriers et ouvrier lui-même à ses débuts, il gravit les échelons du pouvoir et devient un apparatchik efficace connu pour son goût pour le luxe, ami proche de Leonid Brejnev.  
Nikolaï Chtchelokov se suicidera quand tombé en disgrâce totale et ayant perdu tout titre honorifique, il est accusé de corruption et chassé du parti par son ancien rival Iouri Andropov,. Il repose au cimetière Vagankovo.

## Biographie
Nikolaï naît dans la famille d'ouvrier métallurgiste Anissim Mitrofanovitch Chtchelokov et son épouse Maria Ivanovna Chtchelokova. Il commence à travailler à l'âge de douze ans comme conducteur de cheval dans les mines. En 1926, il entame une formation à l'école des mines et travaille à la mine no  1 à Kadiïvka. Il part pour Dnipropetrovsk et poursuit ses études à l'Institut de métallurgie (en) dont il est diplômé en 1933. En 1938, alors qu'il est le chef d'atelier de conversion à l'usine métallurgique, on le nomme secrétaire du comité du Parti communiste du raion Krasnogvardeïski (Dnipropetrovsk). En 1939-1941, il préside le comité exécutif municipal. À cette époque, se produit sa rencontre avec Leonid Brejnev, alors le secrétaire du parti au centre régional de Dnipropetrovsk. Ce sera  le début d'une longue amitié. 
Lors de la Seconde Guerre mondiale, Chtchelokov fait partie du conseil militaire du premier front du Sud. En 1943-1945, en qualité de chef de section politique de la 218e division des tirailleurs et du 28e corps des tirailleurs il participe à la Bataille du Caucase, aux opérations militaires en Ukraine, en Pologne et en Tchécoslovaquie. Décoré de la médaille du Courage et de l'ordre de la Guerre patriotique, il sera gradé colonel à la fin de la guerre.
En 1966, Nikolaï Chtchelokov est nommé ministre de la défense de l'ordre public de l'URSS, le ministère a été créé pour coordonner l'activité des services chargés du maintien de l'ordre. Cela arrive au moment où Leonid Brejnev devenu secrétaire général du parti communiste, cherche à s'entourer à son poste de fidèles, ceux qu'il a connu durant la Grande guerre patriotique ou ceux de sa période au poste du secrétaire du parti à Dnipropetrovsk.

## Distinctions
- ordre de la Guerre patriotique
- héros du travail socialiste
- ordre de la révolution d'Octobre
- ordre de Lénine
- ordre du Drapeau rouge
- ordre de l'Étoile rouge
- médaille du Courage
- médaille pour la défense du Caucase
- médaille pour la victoire sur l'Allemagne
- commandeur avec étoile de l'ordre Polonia Restituta
- ordre de Sukhe Bator
- ordre de Bogdan Khmelnitski de 2e classe